# Andrei Zăgrean
Andrei Zăgrean (n. 16 octombrie 1986 în Alba Iulia) este un fotbalist român ultima dată a jucat pentru Politehnica Timișoara pe postul de atacant. A debuat în Divizia A pe data de 11 iunie 2005 în meciul Farul Constanța - Unirea Alba-Iulia (4-0).